# فهد محمد علي مسالم
فهد محمد علي مسالم (بالإنجليزية: Fahid Mohammed Ally Msalam)‏ (19 فبراير 1976 - 1 يناير 2009) كيني، كان عضوًا بارزًا في تنظيم القاعدة، ومطلوب من قبل حكومة الولايات المتحدة. لمساهمته في تفجير سفارتي الولايات المتحدة الأمريكية عام 1998 في كينيا وتنزانيا.